# Pelatantheria cristata
Pelatantheria cristata là một loài thực vật có hoa trong họ Lan. Loài này được (Ridl.) Ridl. mô tả khoa học đầu tiên năm 1896.